# Rugby Club Toulonnais
Rugby Club Toulonnais, também conhecido como RCT ou Toulon, é um clube francês de rugby union com sede na cidade de Toulon. Já foi campeão do Top 14 em quatro ocasiões e venceu as três últimas edições da Copa Heineken (posteriormente renomeada para Liga dos Campeões de Râguebi).

## Títulos
- Copa Heineken/Liga dos Campeões de Râguebi (3): 2012–13, 2013–14, 2014–15
- Top 14 (4): 1930–31, 1986–87, 1991–92, 2013–14
- Desafio Yves du Manoir (2): 1934, 1970
- Pro D2 (2): 2004–05, 2007–08